# Chūbu
Chūbu (中部地方?, Chūbu-chihō) è una delle otto regioni del Giappone, situata nella zona centro-occidentale dell'isola principale del Paese, Honshū. È localizzata tra le regioni di Kansai e Kantō. 
La regione di Chūbu ingloba in sé nove prefetture:
- Aichi
- Fukui
- Gifu
- Ishikawa
- Nagano
- Niigata
- Shizuoka
- Toyama
- Yamanashi.

Chūbu si suddivide in tre sub-regioni:
- Regione di Hokuriku sulla costa del Mar del Giappone,
- Regione di Koshin nella zona interna,
- Regione di Tōkai lungo l'Oceano Pacifico.